# John Hay
John Milton Hay (født 8. oktober 1838 i Salem i Indiana i USA, død 1. juli 1905 i Newbury i New Hampshire) var en amerikansk republikansk politiker.
Han blev født i Indiana og voksede op i Warsaw i Illinois. Han studerede ved Brown University og som 22 år gammel blev han privatsekretær for Abraham Lincoln. Han delte rum med en anden sekretær, John George Nicolay, i Det hvide hus' anden etage. Han var tilstede da præsident Lincoln døde efter at have blevet skudt i Washington, D.C. Hay og Nicolay skrev sammen en tibinds biografi om Abraham Lincolns liv, Abraham Lincoln: a History.
Han var USA's ambassadør til Storbritannien 1897-1898 og derefter USA's udenrigsminister frem til sin død i 1905.